# Vink
Vink（ヴィンク）とは、アニメソングの制作およびプロデュースを行う音楽ユニット（音楽クリエイターチーム）。

## メンバー
- 矢吹俊郎（P.M CREATORS所属）
- 大平勉（P.M CREATORS所属）
- 本間昭光（bluesofa所属）

## 来歴
1991年から1995年にかけて、音楽制作事務所・パロメミュージック（現：P.M CREATORS）に所属していた矢吹俊郎と大平勉、そこに本間昭光を加えた3人によって「Vink」を結成。なお、本間も一時的だが、パロメミュージックに所属していた時期がある。
1992年より『万能文化猫娘』に関する音楽と、「Vink's」と称して『子供たちは夜の住人』に関する音楽を手掛ける。
同年、Vinkに高橋洋子を加えた「PAROME」というユニットで、高橋洋子の楽曲の作曲・編曲を手掛けた。また、彼女の1stアルバム『ピチカート』のサウンドプロデュースも行った。
1994年には『ヤマトタケル』の音楽を手掛ける。
1995年から1997年にかけて放送されたテレビアニメ『スレイヤーズ』シリーズにおいて、手塚理とともに作品に関する音楽を多数手掛ける。なお、『スレイヤーズNEXT』では「vink2」、『スレイヤーズTRY』では「Vink3」と称した。
その後は、それらの作品のサウンドトラックや楽曲集、また、1990年代の林原めぐみのシングル・アルバム各楽曲のアレンジなども担当した。
2000年以降、矢吹俊郎は水樹奈々の音楽活動、本間昭光はak.homma名義でロックバンド・ポルノグラフィティと、それぞれのプロデュースを主体に活動。大平勉も、多数の声優、タレントのアニメソングの制作を手掛け、「Vink」名義の使用は関わった楽曲の収録や手掛けた音楽を使用した作品の再発など一部に限られた。
しかし、2008年に『スレイヤーズREVOLUTION』の製作・放送開始によって、「Vink4」として手塚理とともに音楽制作を再び手掛け、2009年の続編『スレイヤーズEVOLUTION-R』も引き続き手掛けている。なお、テレビアニメの作品数にあわせていた数字は、事前に発表されていた変則1クールの放送体制のためか、『EVOLUTION-R』では『REVOLUTION』と同じ「Vink4」のままである。

## 楽曲提供
奥井雅美
- My Jolly Days（編曲、劇場版アニメ『GS美神 極楽大作戦!!』エンディングテーマ）
- BEATS the BAND（編曲、劇場版アニメ『GS美神 極楽大作戦』挿入歌）

菊池正美
- CALL YOU（編曲、Vink's、漫画『子供たちは夜の住人』イメージソング）

佐々木望
- 浮遊人（編曲、Vink's、漫画『子供たちは夜の住人』イメージソング）
- 誰かがいない（編曲、Vink's、漫画『子供たちは夜の住人』イメージソング）

島津冴子
- わがままな薔薇（作曲・編曲、OVA『万能文化猫娘』イメージソング）
- Face（編曲、OVA『万能文化猫娘』イメージソング）

島津冴子 & 林原めぐみ
- ROCKで行こう（作曲・編曲、OVA『万能文化猫娘』イメージソング）

高橋洋子
- Woman's Love（作曲編曲、PAROME、映画『天国の大罪』主題歌）
- Something in the Air（作曲・編曲、PAROME、フジテレビ系単発テレビドラマ『結婚式』主題歌）
- Magic Kiss（作曲・編曲、PAROME）
- もう一度逢いたくて（Album Version）（編曲、PAROME、日本テレビ系連続テレビドラマ『悪女』挿入歌）
- One Heart to Love（編曲、PAROME）
- P.S. I miss you（Album Version）（編曲、PAROME、フジテレビ系連続テレビドラマ『逢いたい時にあなたはいない…』イメージソング）
- 幻の春 〜野薔薇〜（編曲、PAROME）
- ピチカート（編曲、PAROME）
- レインボウスカイ（編曲、OVA『万能文化猫娘』イメージソング）

玉川砂記子
- 月影でもう一度（編曲、テレビアニメ『BLUE SEED』イメージソング）

林原めぐみ
- 私にハッピーバースデイ（編曲、OVA『万能文化猫娘』第1期オープニングテーマ）
- 瞳に銀河（編曲、OVA『万能文化猫娘』イメージソング）
- ハートの行方 -MEMORIES FOREVER-（編曲）
- COMET rendez-vous（編曲、OVA『万能文化猫娘』イメージソング）
- My dear（編曲、OVA『万能文化猫娘』イメージソング）
- がんばって!（編曲、OVA『万能文化猫娘』イメージソング）
- 夢 Hurry Up（編曲、OVA『万能文化猫娘』第2期オープニングテーマ）
- はりきって Trying!（編曲、OVA『万能文化猫娘』第2期エンディングテーマ）
- Sunday Afternoon（編曲、文化放送系放送ラジオドラマ『爆れつハンター』エンディングテーマ）
- 星を飛び越えて（編曲、テレビアニメ『BLUE SEED』イメージソング）
- 夢飛行（編曲）
- Living in the same time 〜同じときを生きて〜（編曲）
- 泣けばいいの（編曲）
- be Natural（編曲）
- 私だけの夢へ（編曲、テレビアニメ『BLUE SEED』イメージソング）

久川綾
- スペシャルメニューをあなたに（編曲、OVA『万能文化猫娘』イメージソング）

久川綾 & 平松晶子
- 夢をかなえるために（編曲、OVA『万能文化猫娘』イメージソング）
- RACING WITH THE MOON（作曲編曲、OVA『万能文化猫娘』イメージソング）

平松晶子
- Remake feeling（編曲、OVA『万能文化猫娘』イメージソング）

本多知恵子
- Break（編曲、OVA『宇宙の騎士テッカマンブレードII』イメージソング）